# Ligne de Siorac-en-Périgord à Cazoulès
La ligne de Siorac-en-Périgord à Cazoulès est une ligne ferroviaire française à écartement standard et à voie unique non électrifiée. Avec la ligne de Libourne au Buisson elle était autrefois empruntée par certaines relations de Bordeaux à Clermont-Ferrand. Elle a perdu aujourd'hui cette fonction, à la suite du déclassement de la section de Sarlat-la-Canéda à Cazoulès.
Elle constitue la ligne 628 000 du réseau ferré national.

## Histoire
Une ligne de Saint-Denis-lès-Martel au Buisson par ou près Sarlat avec embranchement sur Gourdon est déclarée d'utilité publique par une loi le 31 décembre 1875. Construite par l'État, la ligne est concédée à titre définitif par l'État à la Compagnie du chemin de fer de Paris à Orléans par une convention signée entre le ministre des Travaux publics et la compagnie le 28 juin 1883. Cette convention est approuvée par une loi le 20 novembre suivant.
La section du Buisson à Sarlat a été ouverte à l'exploitation le 2 juillet 1882 et celle de Sarlat à Souillac (Cazoulès) le 30 août 1884.
Le 1er janvier 1938, la ligne est devenue la propriété de la Société nationale des chemins de fer français (SNCF) à la suite de la nationalisation des grandes compagnies avant d'être transférée à Réseau ferré de France (RFF) en 1997.
Le 1er juin 1980, le trafic de la section entre Sarlat et Cazoulès (PK 591,190 à 612,660) est transféré vers la route, et le tronçon est déclassé le 5 juin 1992.

## Aménagements
Sur 21 kilomètres, la plateforme entre Sarlat-la-Canéda et Cazoulès a été aménagée en voie verte, empruntant un tunnel de 464 mètres de long.

## Galerie

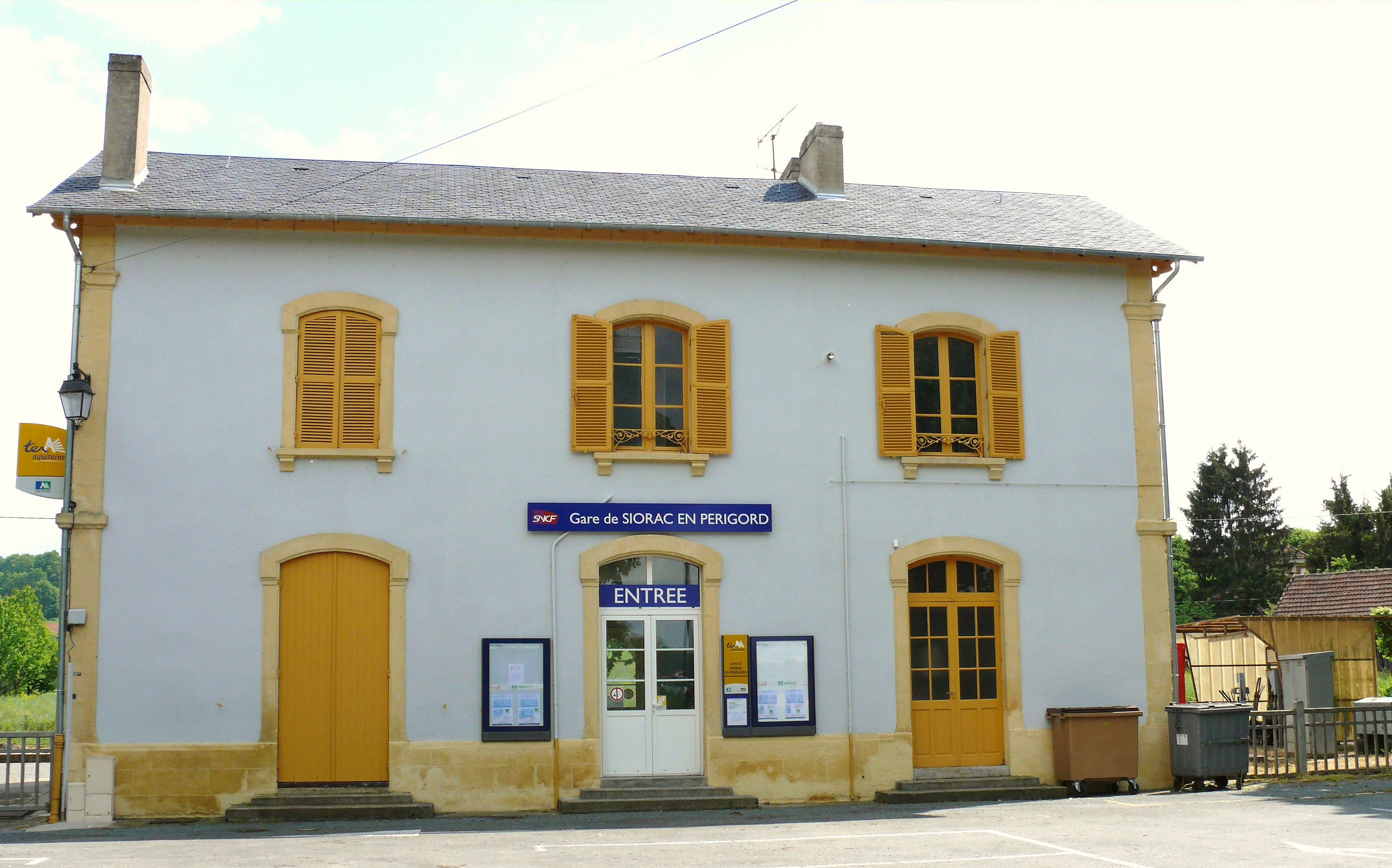
La gare de Siorac-en-Périgord.
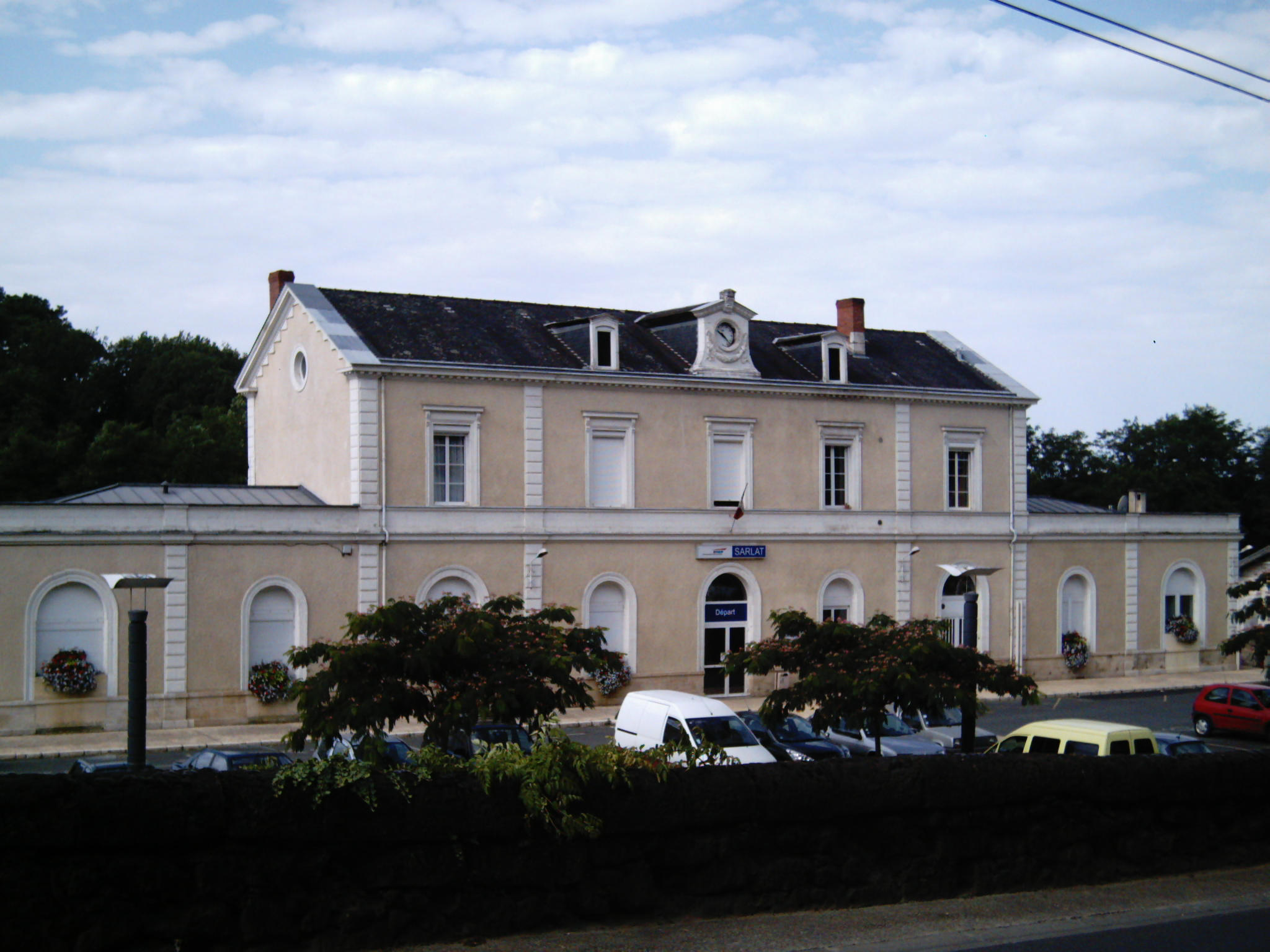
La gare de Sarlat.
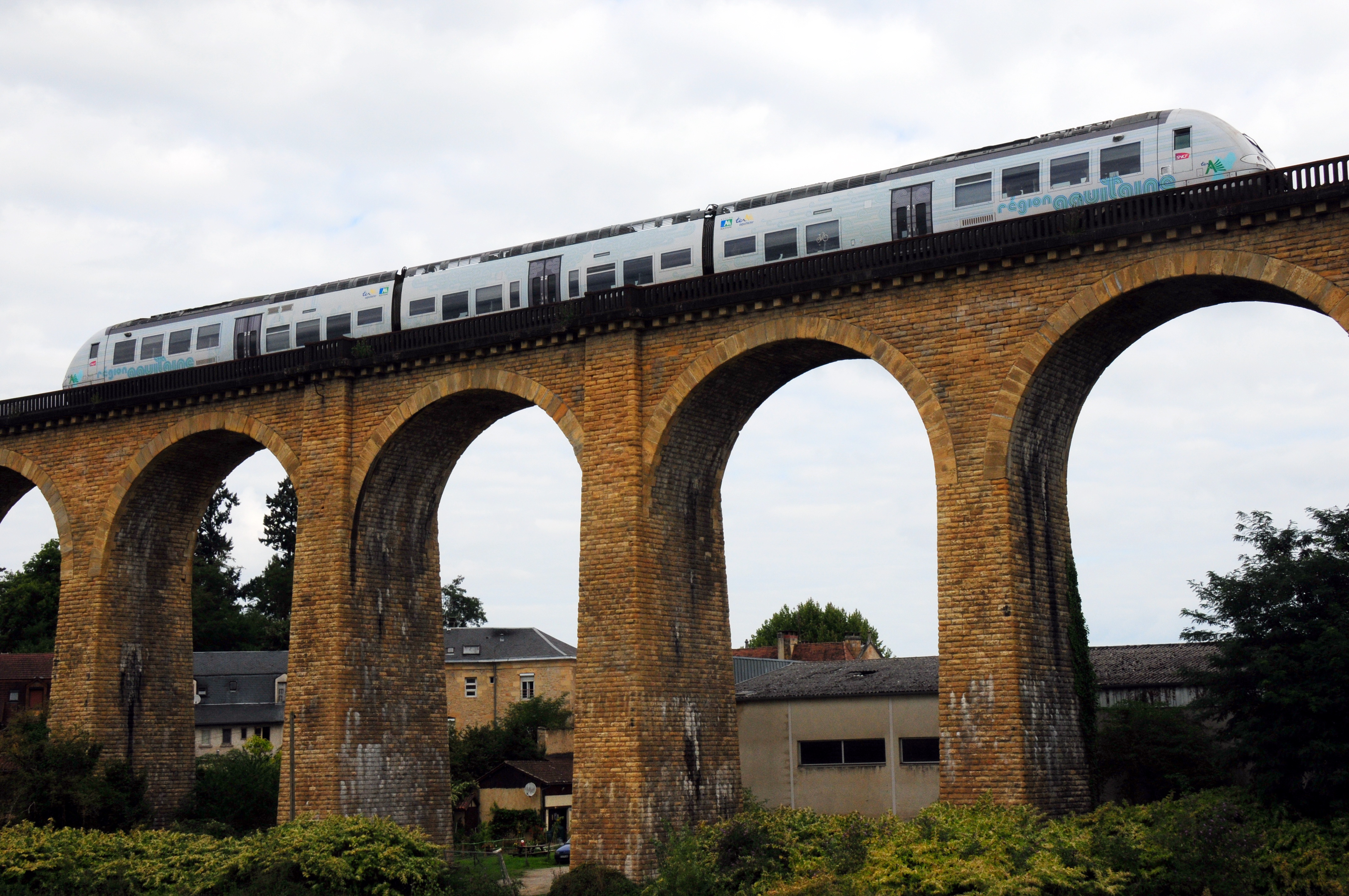
Le viaduc de Sarlat.
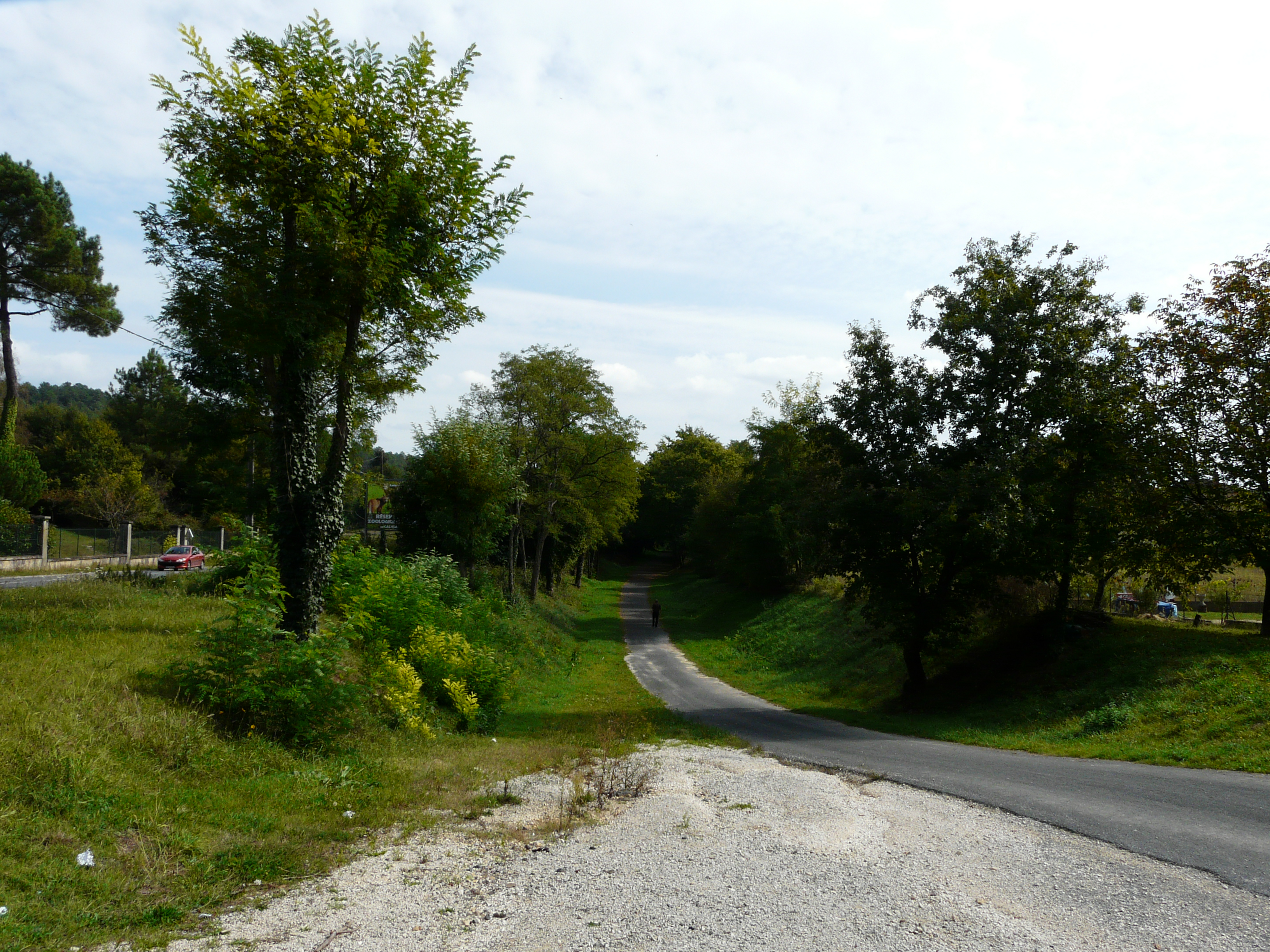
Le début de la voie verte à Sarlat.
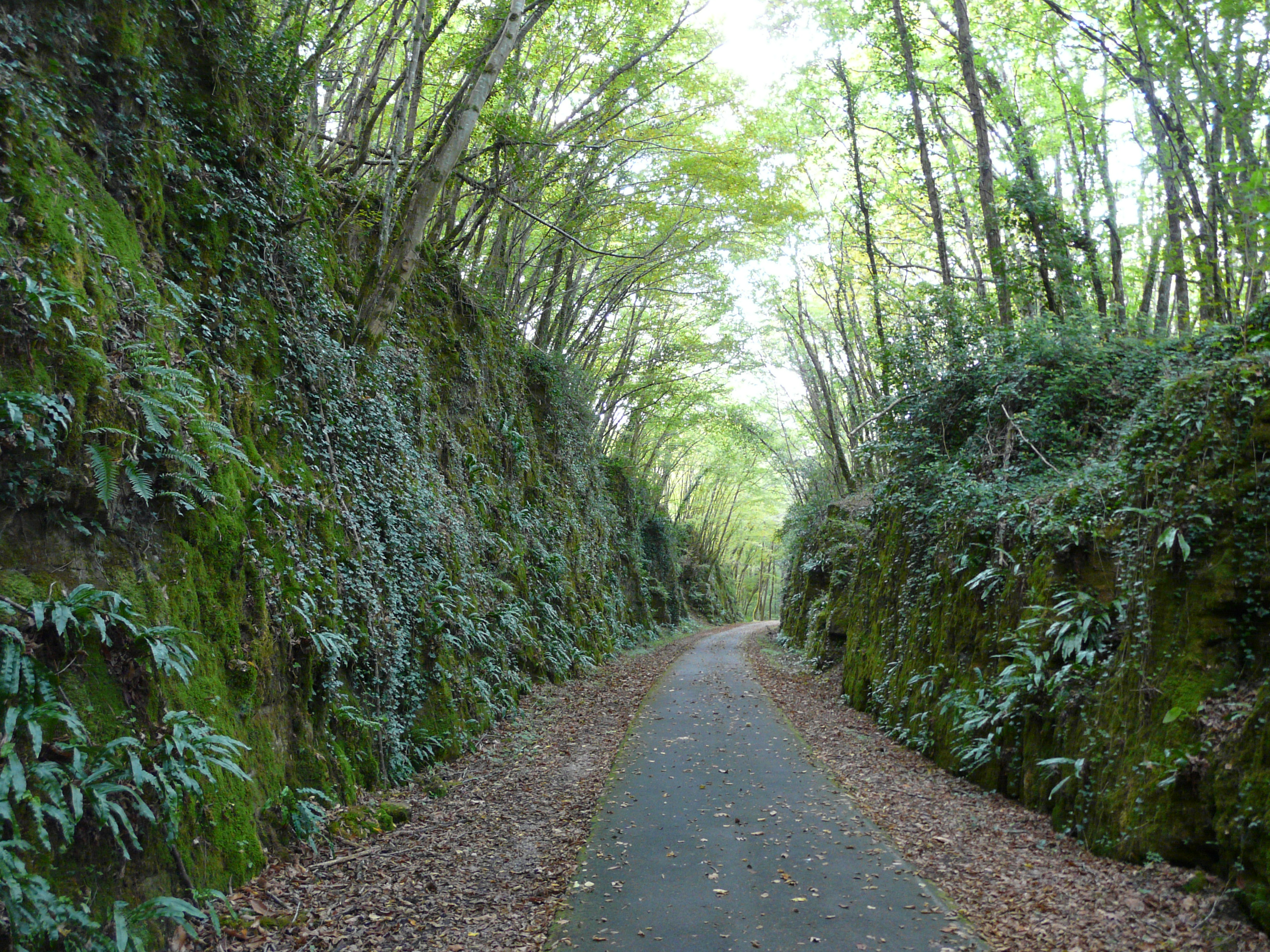
La voie verte à Carsac-Aillac.